# Guillou-Quisquater-Protokoll
Das Guillou-Quisquater-Protokoll (Abkürzung: GQ) ist ein Protokoll aus dem Gebiet der Kryptografie, mit dem man sich jemandem gegenüber authentisieren kann. Das Protokoll wurde von Louis Guillou und Jean-Jacques Quisquater entwickelt und basiert auf dem Problem der Primfaktorzerlegung und dem RSA-Problem. 

## Funktionsweise
Peggy will sich gegenüber Victor authentisieren. Eine vertrauenswürdige dritte Partei stellt ihnen dazu eine Zahl {\displaystyle n} bereit, die das Produkt zweier großer Primzahlen ist. Die beiden Primzahlen sind geheim und höchstens der dritten Partei selbst bekannt.
Peggy wählt sich eine Zahl {\displaystyle J} mit {\displaystyle 0\leq J<n} als öffentliches Zertifikat und bekommt ein privates Zertifikat {\displaystyle S_{\text{A}}=J^{-s}\mod n} von der vertrauenswürdigen dritten Partei zugeteilt. Peggy will Victor beweisen, dass sie das private Zertifikat besitzt, ohne dass Victor das Zertifikat erhält.
Das Verfahren verwendet folgende Parameter:
- Eine Zahl {\displaystyle v} als öffentlicher Schlüssel mit {\displaystyle \operatorname {ggT} (v,\varphi (n))=1~}
- Eine Zahl {\displaystyle s} als privater Schlüssel mit {\displaystyle sv=1\mod \varphi (n)~}

### Protokollschritte
1. Peggy wählt eine Zufallszahl {\displaystyle r} mit {\displaystyle 1<r<n-1}
2. Peggy berechnet {\displaystyle x=r^{v}\mod n}
3. Peggy sendet {\displaystyle x} und {\displaystyle J} an Victor
4. Victor wählt eine Zufallszahl {\displaystyle d} mit {\displaystyle 0<d<v-1}
5. Victor schickt {\displaystyle d} an Peggy
6. Peggy berechnet einen Zeugen {\displaystyle t=r\cdot S_{A}^{d}\mod n}
7. Peggy sendet den Zeugen {\displaystyle t} an Victor
8. Victor berechnet {\displaystyle J^{d}\cdot t^{v}} und verifiziert ob das Resultat gleich {\displaystyle x} ist.